# Herjolfsnes
Herjolfsnes (del nórdico antiguo: cabo de Herjolf) fue una hacienda escandinava, propiedad del primer colono vikingo en Groenlandia, Herjulf Bårdsson a finales del siglo X. Fue la mayor propiedad del Asentamiento Oriental y a diferencia de otras granjas, parece que la intención de Herjulf de asentarse en la punta más meridional del fiordo en mar abierto no fue la agricultura, sino un puerto comercial como escala para recibir a los exploradores procedentes de Islandia y Europa. Según las sagas llegó a tener 500 colonos.
Actualmente el emplazamiento se sitúa en el mismo lugar de la actual Ikigait, y es conocido por los restos arqueológicos descubiertos por el danés Poul Nørlund en 1921.